# Каплер, Алексей Яковлевич
Алексе́й Я́ковлевич Ка́плер (при рождении Лазарь Яковлевич Каплер; 15 [28] сентября 1903, Киев — 11 сентября 1979, Москва) — советский актёр и режиссёр немого кино, киносценарист, кинодраматург, писатель и педагог. Заслуженный деятель искусств РСФСР (1969). В 1966—1972 годах — бессменный ведущий программы «Кинопанорама».

## Биография
Родился 15 (28) сентября 1903 года в Киеве(в ряде справочников и энциклопедий приводится ошибочный год рождения — 1904). Был младшим ребёнком в состоятельной еврейской семье. Отец — киевский купец 1-й гильдии Яков Нафталиевич (Нафтулович) Каплер (1864 — не ранее 1948), мать — Хая-Бейла Зейликовна (Раиса Захарьевна), урождённая Кринцберг (1866—?). Отец занимался пошивом верхней одежды (в частности шинелей) для офицеров, чиновников, студентов и гимназистов; позже открыл магазин платьев Каплера в старом Пассаже по адресу Крещатик, № 34; был крупным домовладельцем. В 1901 году он открыл Московские бани на углу Ярославской и Константиновской улиц, в 1908 году приобрёл Днепровские бани на Набережно-Крещатицкой улице, владел гостиницей «Сион», возглавлял правление Киевского 1-го еврейского ссудо-сберегательного товарищества, входил в совет Киевского купеческого общества взаимного кредита, был крупным филантропом.
Окончил гимназию в Киеве. В молодости играл в Киевском эстрадном театре. Вместе с писателем Рафаилом Скоморовским, композитором Евгением Жарковским, историком Юлием Бером, писателем Дмитрием Уриным, поэтом Исааком Золотаревским, Фаиной Зильберштейн и другими входил в творческую компанию «Чипыстан» (чижий-пыжий стан), в ту пору был известен среди друзей как «Люся Каплер». В 1921 году был участником ленинградской Фабрики эксцентрического актёра (ФЭКС).
В 1927 году работал ассистентом Александра Довженко на фильме «Арсенал».
С 1939 года преподавал во ВГИКе. В годы Великой Отечественной войны служил военным корреспондентом на Белорусском и Сталинградском фронтах.
Средь них — пострадавший от Сталина Каплер…
В конце 1942 года познакомился с дочерью Иосифа Сталина. Роман почти 40-летнего Каплера с юной Светланой привёл к тому, что в 1943 году Каплер был арестован, осуждён по обвинению в антисоветской агитации к 5 годам лишения свободы и этапирован в Воркутлаг. Начальником управления Воркуто-Печорского ИТЛ с 1943 года был М. М. Мальцев, который приказал расконвоировать Каплера и назначил его городским фотографом.
Освободившись в 1948 году, Каплер вопреки запрету приехал в Москву, за что был повторно арестован и отправлен в Минлаг с центром в поселке Инта Коми АССР. В этом лагере содержались в основном политические. Там Каплер познакомился с Ю. Дунским и В. Фридом.
В 1953 году, после смерти Сталина, был этапирован на Лубянку. В том же году был освобождён и в 1954 году полностью реабилитирован.
Когда одному мужу сообщили о романе его жены с Каплером, — пишет Эдвард Радзинский, — он сказал знаменитую фразу: «Мужья на Каплера не обижаются…»
Его друг Михаил Ромм, получавший гонорары за их совместные фильмы, передал ему весьма крупную по тем временам сумму в 150 тысяч рублей, что позволило начать обеспеченную жизнь.
С 1954 года руководил сценарной мастерской во ВГИКе. В 1960-х годах вёл сценарные курсы(в 1960—1962 годах совместно с Ю. А. Шевкуненко) на Высших курсах сценаристов и режиссёров.
В ноябре 1965 года на учредительном съезде Союза кинематографистов СССР был избран секретарём правления.
В 1966 году режиссёр Центрального телевидения Ксения Маринина через его третью жену Юлию Друнину пригласила Каплера на роль телеведущего передачи «Кинопанорама», выходившей тогда в прямом эфире. Он вёл «Кинопанораму» до 1972 года.
В 1967 году был избран вице-президентом Международной Гильдии сценаристов (Лондон).
Скончался 11 сентября 1979 года в Москве от рака. Согласно завещанию, похоронен на Старокрымском кладбище. Рядом с ним в 1991 году была похоронена и его вдова Юлия Друнина, покончившая жизнь самоубийством.

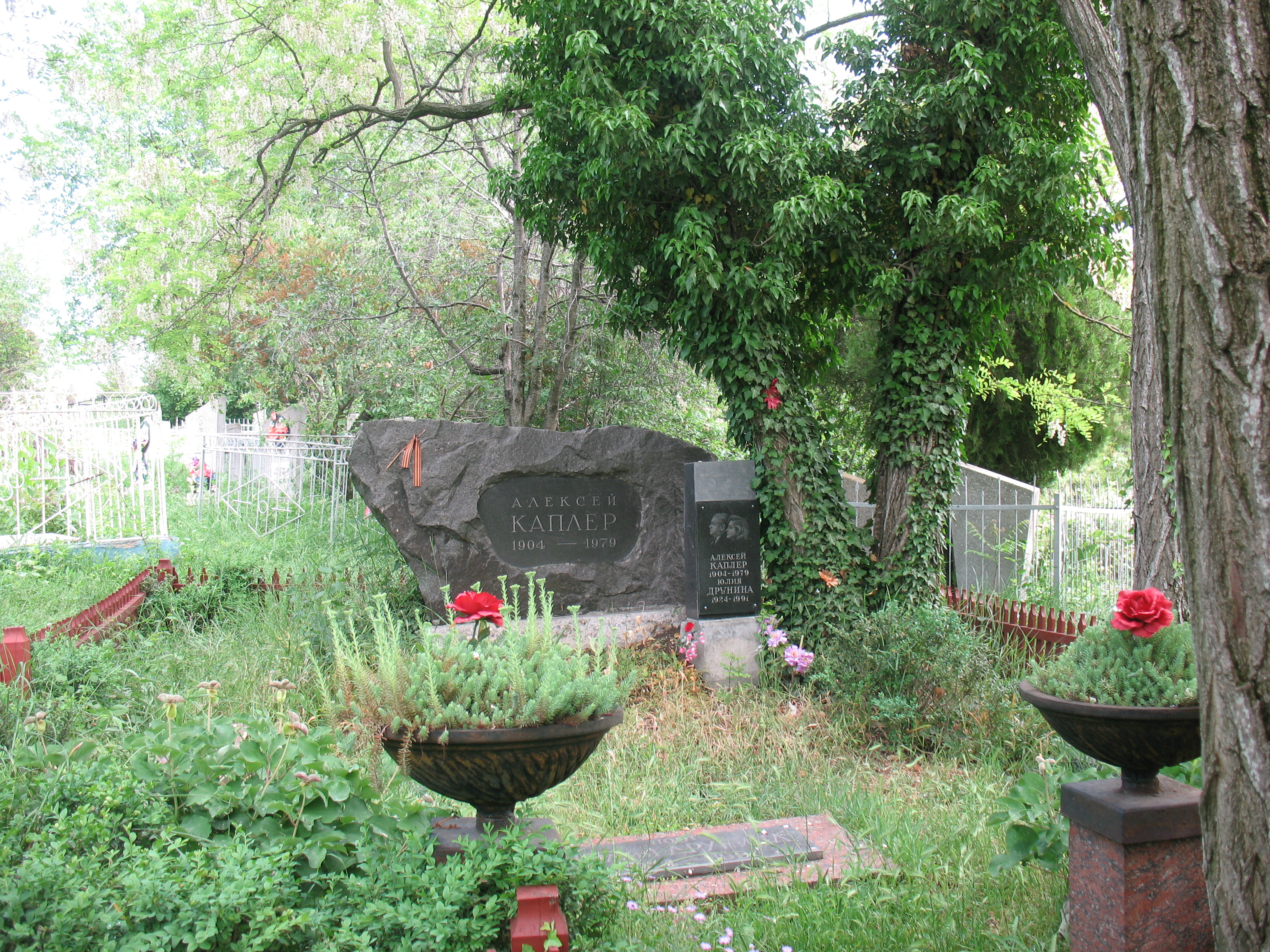
Могилы Каплера и Друниной

## Личная жизнь
Первая жена (1921—1930) — Татьяна Васильевна Тарновская (1897—1994), внучка В. В. Тарновского, дочь М. Н. Тарновской, одна из первых актрис советского кино. Ради брака крестился. В браке родился сын Анатолий Алексеевич Каплер (1927—2020), создатель фотонаборной машины SU 609646. Трое внуков, одна из которых — бизнесмен Люба (Любовь) Хаббард, проживает в США.
Гражданская жена — Татьяна Семёновна Златогорова (1912—1950), дочь бактериолога и инфекциониста С. И. Златогорова.
Вторая жена (1953—1960) — актриса Валентина Георгиевна Токарская (1906—1996), с которой у него завязались отношения ещё в ссылке. Они расписались сразу по возвращении Каплера в Москву.
Третья жена (1960—1979) — Юлия Владимировна Друнина (1924—1991), поэтесса. Познакомились в 1954 году на сценарных курсах. Оба связанные брачными узами, они расписались только в 1960 году. «А ведь я, правда, никогда не думал, что могу так мучительно, до дна, любить. Жил дурак дураком».
С 1962 года жил с семьёй в ЖСК «Советский писатель»: 2-я Аэропортовская улица, д. 16, корпус 3 (с 1969: Красноармейская улица, д. 23).

## Фильмография

### Актёрские работы
- 1926 — Чёртово колесо — эпизод
- 1926 — Шинель — «незначительное лицо» / «значительное лицо»
- 1975 — Маяковский смеётся — рассказчик

### Режиссёрские работы
- 1931 — Право на женщину
- 1931 — Шахта 12—28

### Сценарные работы
- 1931 — Право на женщину (в соавторстве с Николаем Бажаном)
- 1931 — Шахта 12—28
- 1935 — Три товарища (в соавторстве с Татьяной Златогоровой)
- 1937 — Ленин в Октябре
- 1937 — Шахтёры
- 1939 — Ленин в 1918 году (в соавторстве с Татьяной Златогоровой)
- 1941 — Боевой киносборник № 5
- 1942 — Концерт фронту
- 1942 — Котовский
- 1942 — Железный ангел
- 1942 — День войны
- 1943 — Она защищает Родину
- 1943 — Новгородцы
- 1955 — За витриной универмага
- 1956 — Первые радости
- 1956 — Грозовой год (телеспектакль)
- 1957 — Необыкновенное лето
- 1961 — Две жизни
- 1961 — Полосатый рейс (в соавторстве с Виктором Конецким)
- 1962 — Человек-амфибия (совместно с Акибой Гольбуртом и Александром Ксенофонтовым)
- 1963 — Принимаю бой
- 1976 — Синяя птица
- 1976 — Герой его романа
- 1986 — Сошедшие с небес (сценарий Владимира Кунина по повести Каплера «Двое из двадцати миллионов»)
- 1996 — Возвращение «Броненосца»

## Награды и премии
- Орден Ленина (23.03.1938) — в связи с выпуском выдающихся кинофильмов, получивших единодушное одобрение зрителей, «Ленин в Октябре», «Петр I-ый» и колхозный фильм «Богатая невеста»
- Орден Трудового Красного Знамени (10.10.1974)
- Орден «Знак Почёта» (21.10.1964)
- Заслуженный деятель искусств РСФСР (29.09.1969)
- Сталинская премия первой степени за сценарий фильмов «Ленин в Октябре» и «Ленин в 1918 году» (1941)